# Maikel van der Vleuten
Maikel van der Vleuten (Geldrop, 10 de fevereiro de 1988) é um ginete holandês, especialista em saltos. 

## Carreira
Maikel van der Vleuten representou seu país nos Jogos Olímpicos de 2012, na qual conquistou a medalha de prata nos saltos por equipe, zerando o percurso duas vez ajudando na conquista, com seu cavalo Verdi. 